# The Doors (álbum)
The Doors es el primer álbum de estudio de la banda de rock The Doors. lanzado al mercado el 4 de enero de 1967 por la discográfica Warner Music Group.
En 1998 los lectores de la revista Q eligieron este álbum como el número 93 de los mejores discos de todos los tiempos.[cita requerida] En 2003 el canal de televisión VH1 lo situó en el número 60.[cita requerida] También en 2003, la revista Rolling Stone lo ubicó en el puesto 42 en su lista de los 500 mejores álbumes de todos los tiempos.
A la fecha, The Doors sigue siendo el álbum más vendido del grupo, con ventas superiores a las 13.000.000 de unidades, calculadas en 2015.

## Censura
La letra de la canción «Break On Through (To The Other Side)» fue censurada, cambiando una parte de esta que decía «she gets high» (en español «ella se droga») por simplemente «she gets» (en español «ella consigue»). También fue censurada una parte del final de la canción «The End» en la que Jim Morrison repite «fuck, fuck» (en español «joder, joder»). Ambas canciones volvieron a sus versiones sin censura en el álbum recopilatorio Legacy: The Absolute Best de 2003.

## Lista de canciones
| N.º   | Título                                 | Letras                                                                   | Duración |  |
| 1.    | «Break On Through (To The Other Side)» | John Densmore, Robert A. Krieger, Raymond D. Manzarek, James D. Morrison | 2:25     |  |
| 2.    | «Soul Kitchen»                         | John Densmore, Robert A. Krieger, Raymond D. Manzarek, James D. Morrison | 3:33     |  |
| 3.    | «The Crystal Ship»                     | James D. Morrison                                                        | 2:32     |  |
| 4.    | «Twentieth Century Fox»                | John Densmore, Robert A. Krieger, Raymond D. Manzarek, James D. Morrison | 2:31     |  |
| 5.    | «Alabama Song (Whisky Bar)»            | Eugen B. Brecht, Kurt J. Weill                                           | 3:17     |  |
| 6.    | «Light My Fire»                        | John Densmore, Robert A. Krieger, Raymond D. Manzarek, James D. Morrison | 7:09     |  |
| 7.    | «Back Door Man»                        | William J. Dixon, James D. Morrison                                      | 3:32     |  |
| 8.    | «I Looked At You»                      | John Densmore, Robert A. Krieger, Raymond D. Manzarek, James D. Morrison | 2:20     |  |
| 9.    | «End Of The Night»                     | John Densmore, Robert A. Krieger, Raymond D. Manzarek, James D. Morrison | 2:50     |  |
| 10.   | «Take It As It Comes»                  | John Densmore, Robert A. Krieger, Raymond D. Manzarek, James D. Morrison | 2:14     |  |
| 11.   | «The End»                              | John Densmore, Robert A. Krieger, Raymond D. Manzarek, James D. Morrison | 11:43    |  |
| 44:06 |                                        |                                                                          |          |  |

## The Doors (50th Anniversary Deluxe Edition)
En 2017, por la conmemoración de los 50 años del lanzamiento del álbum, se anunció una reedición de este, que fue lanzado el 31 de marzo del mismo año. 
Es una edición de lujo, de 3 discos, e incluye el material remasterizado en stereo y en mono, y un registro en vivo de un concierto que The Doors dio en San Francisco en 1967.
El anuncio se hizo como parte del recién instaurado "Día de The Doors", proclamado oficialmente para el día 4 de enero, justamente en honor al día de lanzamiento de este álbum.

## Posición en listas
| Año  | Listas             | Mejor posición | Cita  |
| ---- | ------------------ | -------------- | ----- |
| 1967 | Billboard 200 (US) | 2              | [ 5 ] |